# Municipio de San Pedro Yucunama
El municipio de San Pedro Yucunama es un municipio del estado de Oaxaca. Su cabecera es la localidad de San Pedro Yucunama.

## Toponimia
El origen del topónimo Yucunama proviene de los vocablos mixtecos yucu 'cerro' y nama 'amole, planta saponífera'; de modo que puede traducirse como Cerro del amole.

## Fiesta Principal
La principal fiesta de San Pedro Yucunama se celebra el 29 de abril, en la que se festeja al Santo Patrono del Pueblo: San Pedro Mártir de Verona.
La fiesta inicia el 26 de abril con un vistoso Paseo de Calenda que se acompaña de música y bailes regionales. Al final del Paseo se ofrece una cena en la casa del Cabecillo de los Padrinos de Calenda. Los días siguientes los visitantes pueden participar en actividades artísticas, culturales, deportivas y religiosas.

## Geografía
El municipio de San Pedro Yucunama cuenta con una extensión territorial de 30.62 km², se encuentra ubicado en las coordenadas 17°34′N 97°29′O / 17.567, -97.483 colinda con al norte con los municipios de Villa Tejupam de la Unión y Villa de Tamazulapam del Progreso, al sur con San Pedro y San Pablo Teposcolula, al este con San Juan Teposcolula y al oeste con San Andrés Lagunas.

## Población
La población registrada en el censo de población y vivienda de 2010 realizada por el INEGI fue de 232	 habitantes de los cuales 99 son hombres y 133 son mujeres.

### Principales asentamientos
| Nombre             | Tipo   | Código Postal |
| ------------------ | ------ | ------------- |
| San Pedro Yucunama | Pueblo | 69556         |

## Economía
La principal actividad económica es la agricultura.